# Louie Anderson
Louie Perry Anderson (n. 24 martie 1953, Saint Paul, Minnesota, SUA – d. 21 ianuarie 2022, Las Vegas, Nevada, SUA) a fost un regizor, comedian și actor american de origini scandinave. A devenit cunoscut în urma regizării serialului animat Viața cu Louie, al cărui protagonist principal este. Din 2016 Louie Anderson a primit un rol principal în serialul Baskets, interpretând rolul lui Christine "Mom"
Baskets.

## Biografie
Louie este cel de-al 10-lea din cei unsprezece copii ai părinților Ora-Zella Anderson și Louis William Anderson. El s-a născut și a crescut în Saint Paul, Minnesota. Dintre cei 11  frați ai lui Louie îi amintim pe Thomas "Tommy" Anderson, Laura Anderson, Danny Anderson, Rhea Anderson. În 2016, în cadrul unui interviu oferit jurnalistului Marc Maron, Louie a declarat că familia numărase inițial 16 membri, un copil iar mai apoi două seturi de gemeni, din păcate au murit la naștere. Louie a studiat la Școala Elementară ,,Johnson Senior High".